# サンデースポーツパラダイス・エキウリ!
『サンデースポーツパラダイス・エキウリ!』は2004年度のナイターオフ用番組として、文化放送が制作し、文化放送とラジオ大阪で放送されたスポーツ情報番組。
放送時間は日曜18:00～19:00（ラジオ大阪は18:30までネット）。

## パーソナリティ
- 上野智広（文化放送アナウンサー）
- 大塚光二（元埼玉西武ライオンズ・文化放送プロ野球解説者）

## タイムテーブル
- 18:00：エキウリ!スポーツフラッシュ
- 18:08：エキウリ!虎のアナ
- 18:16：エキウリ!スポーツガーデン Part1
- 18:30：文化放送交通情報
- 18:32：エキウリ!スポーツガーデン Part2
- 18:49：エキウリ!芸能フラッシュ
- 18:56：エンディング